# 스킨 다이아몬드
스킨 다이아몬드(Skin Diamond, 1981년 9월 3일 ~ )는 미국의 배우, 싱어송라이터, 모델, 전직 포르노 배우이다. 포르노계에서 탈퇴한 이후에 음악 활동을 시작했으며, 활동명은 레일린 조이(Raylin Joy)이다.